# Luče
Luče (Leutsch en allemand) est une commune du nord de la Slovénie située dans la région de la Basse-Styrie.

## Géographie
Située en Basse-Styrie, la commune s'étend à l'est des Alpes kamniques au nord de la capitale Ljubljana.

### Villages
Les villages qui composent la commune sont Konjski Vrh, Krnica, Luče, Podveža, Podvolovljek, Raduha et Strmec.

## Démographie
Entre 1999 et 2021, la population de la commune de Luče est restée proche de 1 500 habitants,.
Évolution démographique
| 1999  | 2000  | 2001  | 2002  | 2003  | 2004  | 2005  | 2006  | 2007  |
| ----- | ----- | ----- | ----- | ----- | ----- | ----- | ----- | ----- |
| 1 619 | 1 620 | 1 607 | 1 593 | 1 592 | 1 592 | 1 608 | 1 605 | 1 595 |
| 2008  | 2009  | 2010  | 2011  | 2012  | 2013  | 2014  | 2015  | 2016  |
| 1 593 | 1 535 | 1 565 | 1 543 | 1 528 | 1 514 | 1 492 | 1 481 | 1 495 |
| 2017  | 2018  | 2019  | 2020  | 2021  |       |       |       |       |
| 1 490 | 1 472 | 1 462 | 1 448 | 1 454 |       |       |       |       |